# Vauderens-Tunnel
Der Vauderens-Tunnel ist ein 1975 Meter langer, doppelspuriger Eisenbahntunnel an der Bahnstrecke Lausanne–Bern der Schweizerischen Bundesbahnen (SBB). Der 2001 eröffnete Tunnel liegt im Kanton Freiburg zwischen den Stationen Siviriez (2017 aufgehoben) und Vauderens. Er wurde im Rahmen der Bahn 2000 gebaut und ersetzte einen kürzeren Durchstich von 1862, dessen Profil für die IC2000-Doppelstockwagen zu niedrig war.

## Neubaustrecke Siviriez – Villars-sur-Glâne
Ursprünglich war geplant, zwischen Siviriez und Villars-sur-Glâne eine der 4 Neubaustrecken der Bahn 2000 zu bauen. Diese hätte eine Systemzeit zwischen Lausanne und Bern von einer Stunde ermöglicht. Aus Kostengründen wurde das Projekt aus der ersten Etappe der Bahn 2000 gestrichen.
Der Vauderens-Tunnel als Anschlussbauwerk im Süden dieser Strecke musste jedoch zur Vergrösserung des Lichtraumprofils trotzdem neu gebaut werden. Der neue Tunnel wurde nicht nur grösser, sondern verläuft auch direkter zwischen den beiden Ortschaften. Dies ermöglicht nun auch höhere Geschwindigkeiten.

## Bau
Der erste Spatenstich erfolgte am 9. März 1998, daraufhin wurde am 18. Mai desselben Jahres mit dem Bau eines Erkundungsstollens begonnen. Der Vortrieb betrug pro Woche 222 m, und am 3. November 1999 erfolgte der Durchschlag. Zehn Monate später, am 5. September 2000, konnte der Rohbau fertiggestellt werden. Der Einbau der Bahntechnik begann am 11. September 2000 mit der Verlegung der Schienen. Das westliche Gleis wurde am 19. April 2001 in Betrieb genommen, das östliche eine Woche später. Seit dem Fahrplanwechsel am 10. Juni 2001 fahren IC2000-Doppelstockzüge durch den neuen Tunnel.
Im Sprengvortrieb wurden 1775 m ausgebrochen. In offener Bauweise (Tagbautunnel) wurden 50 m am Südportal und 150 m am Nordportal gebaut. Der Tunnel ist für eine Höchstgeschwindigkeit von 200 km/h konzipiert, vorerst können, wegen der anschliessenden Streckenabschnitte, nur 140 km/h gefahren werden.
Der Bau des Tunnels und der Anschluss an das Streckennetz hätten ursprünglich 84,8 Mio. Franken kosten sollen. Schlussendlich war das Grossprojekt rund 13 Mio. Franken billiger und kostete 71,4 Mio. Franken.
Die alte Streckenführung wurde ab Ende Juni 2001 zurückgebaut und der ehemalige Tunnel verfüllt. Das Verfüllen des Tunnels dauerte bis April 2002 an, dazu wurde grösstenteils das Ausbruchmaterial aus dem neuen Tunnel genutzt.